# ريميلك
ريميلك هي شركة إسرائيلية متخصصة في إنتاج الحليب ومنتجات الألبان. تأسست عام 2019. طورت الشركة طريقة لإنتاج الحليب ومشتقاته دون الحاجة إلى بقر وذلك عن طريق إعادة نسخ جينات البقرة وتحويلها إلى ميكروبات غاية الصغر تخضع لتخمير يؤدي إلى إنتاج بروتين الحليب الذي ينتج منه الحليب. في يونيو 2022 حصلت الشركة على موافقة إدارة الغذاء والدواء الأمريكية.